# Dabrawa-Gletscher
Der Dabrawa-Gletscher (bulgarisch ледник Дъбрава lednik Dabrawa) ist ein 14 km langer und 4,5 km breiter Gletscher auf der Pernik-Halbinsel an der Loubet-Küste des Grahamlands auf der Antarktischen Halbinsel. Er fließt südwestlich des Murphy- und nördlich des Sölch-Gletschers von den westlichen Hängen des Mount Deeley in nordwestlicher Richtung zum Lallemand-Fjord, den er südwestlich des Orford-Kliffs erreicht.
Britische Wissenschaftler kartierten ihn 1976 und 1978. Die bulgarische Kommission für Antarktische Geographische Namen benannte ihn 2015 nach der Ortschaften im Norden, Nordosten, Süden und Südwesten Bulgariens.